# Eltmann

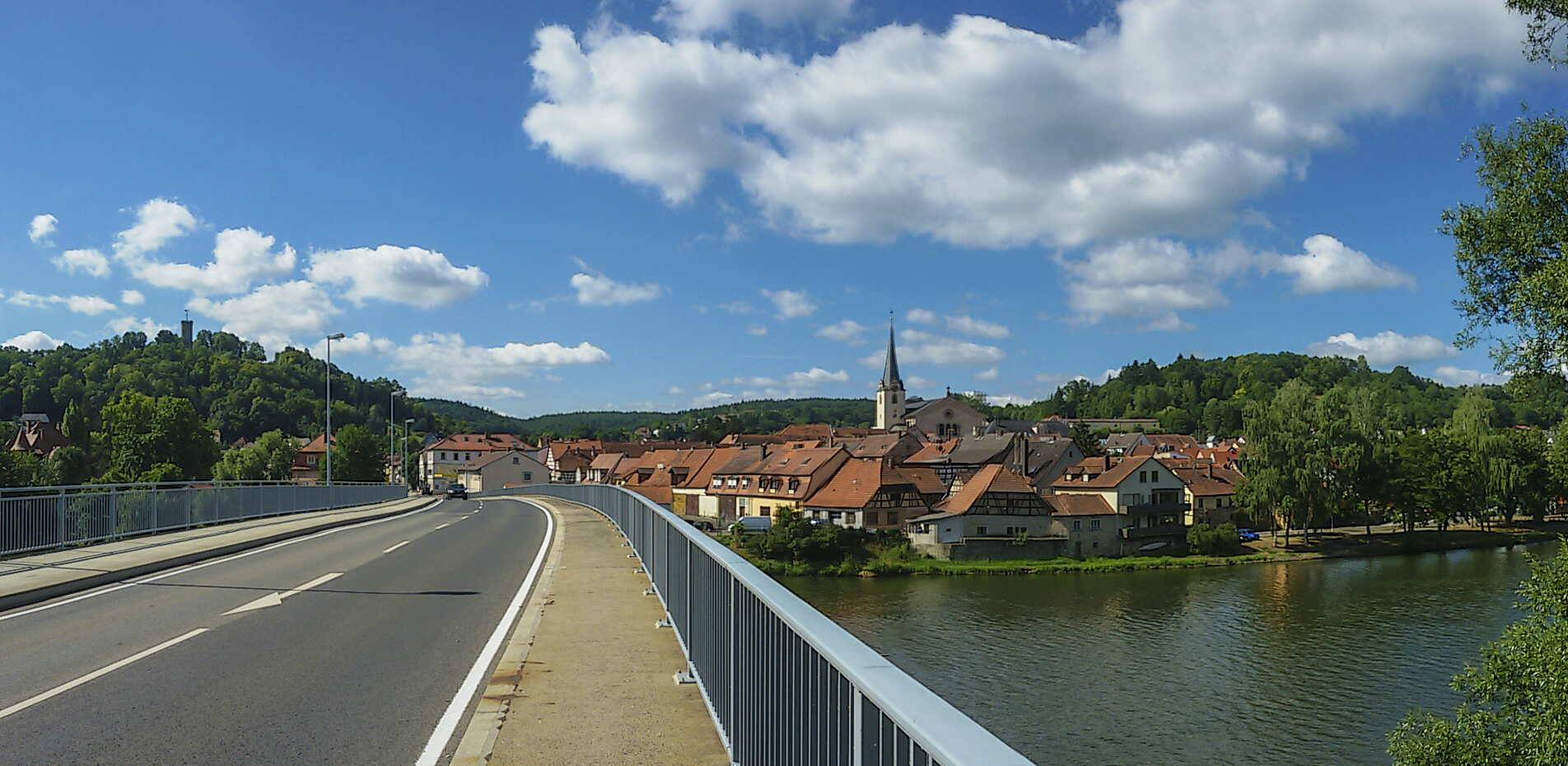
Blick auf Eltmann mit Wallburg und Mainbrücke

Eltmann ist eine Kleinstadt im unterfränkischen Landkreis Haßberge.

## Geografie
Die Stadt liegt in der Region Main-Rhön zwischen dem Nordrand des Steigerwalds und dem Main am kleinen Maindreieck. Die nächsten größeren Städte sind die Oberzentren Bamberg 20 Kilometer südöstlich und Schweinfurt 32 Kilometer nordwestlich. Bei Eltmann durchbricht der Main das Schwäbisch-Fränkische Schichtstufenland mit den Haßbergen im Norden und dem Steigerwald im Süden. Beide Mittelgebirge bilden die gleichnamigen Naturparks. Im Westen der Stadt liegt die Nasswiese am Lochbach, das einzige intakte Moor-Gebiet im nördlichen Steigerwald. Eltmann besitzt eine landschaftlich reizvolle Umgebung.

### Nachbargemeinden
| Gemeinde Zeil am Main | Gemeinde Ebelsbach                          | Gemeinde Stettfeld                           |
| Gemeinde Sand am Main | Kompassrose, die auf Nachbargemeinden zeigt | Gemeinde Oberhaid Gemeinde Viereth-Trunstadt |
| Gemeinde Oberaurach   |                                             | Gemeinde Priesendorf                         |

### Gemeindegliederung
Es gibt sieben Gemeindeteile (in Klammern sind der Siedlungstyp und die Einwohnerzahlen, Stand Januar 2007, angegeben):
- Dippach am Main (Kirchdorf, 310)
- Eltmann (Hauptort, 3378)
- Eschenbach (Dorf, 225)
- Lembach (Kirchdorf, 191)
- Limbach (Pfarrdorf, 701)
- Roßstadt (Kirchdorf, 338)
- Weisbrunn (Kirchdorf, 348)

Des Weiteren gibt es die Burgruine Wallburg und die Einöden Aussiedlerhof, Mittelmühle und Neumühle.

## Geschichte
Die Siedlung wurde 740 als „Castellum Altimoin“ (Castell am oberen Main) erwähnt. Der Ort bestand jedoch bereits seit 640 (Einwanderung der Franken in das obere Maingebiet). Im Zuge der gumbertschen Schenkung kam der Ort an Burkhard, den ersten Bischof von Würzburg (742/43 bis 753), der in Eltmann ein Amt des Hochstifts Würzburg einrichtete. 1335 verlieh Kaiser Ludwig der Bayer Eltmann die Stadtrechte. Somit konnte im Jahre 2010 das Fest „675 Jahre Stadterhebung“ gefeiert werden. Nach der Säkularisation des Hochstiftes Würzburg, das seit 1500 zum Fränkischen Reichskreis gehört hatte, im Jahr 1803 zugunsten Bayerns wurde es 1805 Erzherzog Ferdinand von Toskana zur Bildung des Großherzogtums Würzburg überlassen und fiel mit diesem 1814 endgültig an Bayern. 1819 wurde ein bayerisches Landgericht älterer Ordnung errichtet, das 1879 in das Amtsgericht Eltmann umgewandelt wurde. Eine Großbaustelle war der Maindurchstich (heutiger Mainverlauf ab der Mainbrücke mainaufwärts) durch den Reichsarbeitsdienst 1937. 1944 wurden im Rahmen der Verfolgung von Sinti und Roma durch die Nationalsozialisten zehn Heimkinder deportiert. Am 1. Juli 1959 erfolgte die Aufhebung des Amtsgerichts.

### Einwohnerentwicklung
| Bevölkerungsentwicklung | Bevölkerungsentwicklung | Bevölkerungsentwicklung | Bevölkerungsentwicklung | Bevölkerungsentwicklung | Bevölkerungsentwicklung | Bevölkerungsentwicklung | Bevölkerungsentwicklung | Bevölkerungsentwicklung | Bevölkerungsentwicklung | Bevölkerungsentwicklung | Bevölkerungsentwicklung | Bevölkerungsentwicklung | Bevölkerungsentwicklung | Bevölkerungsentwicklung | Bevölkerungsentwicklung | Bevölkerungsentwicklung | Bevölkerungsentwicklung | Bevölkerungsentwicklung | Bevölkerungsentwicklung |
| ----------------------- | ----------------------- | ----------------------- | ----------------------- | ----------------------- | ----------------------- | ----------------------- | ----------------------- | ----------------------- | ----------------------- | ----------------------- | ----------------------- | ----------------------- | ----------------------- | ----------------------- | ----------------------- | ----------------------- | ----------------------- | ----------------------- | ----------------------- |
| Jahr                    | 1840                    | 1871                    | 1900                    | 1925                    | 1939                    | 1950                    | 1961                    | 1970                    | 1987                    | 2009                    | 2010                    | 2011                    | 2012                    | 2013                    | 2014                    | 2015                    | 2016                    | 2017                    | 2018                    |
| Einwohner               | 2499                    | 2740                    | 2997                    | 3239                    | 3586                    | 4753                    | 4951                    | 5165                    | 4982                    | 5232                    | 5265                    | 5330                    | 5296                    | 5241                    | 5237                    | 5280                    | 5256                    | 5238                    | 5299                    |

Im Zeitraum 1988 bis 2018 stieg die Einwohnerzahl von 5017 auf 5299 um 282 Einwohner bzw. um 5,6 %. 1998 hatte die Stadt 5653 Einwohner.
Quelle: BayLfStat

### Eingemeindungen
Im Zuge der Gebietsreform in Bayern wurden am 1. Juli 1971 die Gemeinden Eschenbach, Lembach, Limbach und Weisbrunn eingegliedert. Am 1. Mai 1978 kamen Dippach am Main und Roßstadt hinzu.

## Religion
Die Stadt ist historisch bedingt christlich geprägt. Es gibt dort die römisch-katholische Kirche St. Michael und Johannes der Täufer, die Heilig-Kreuz-Kapelle, die Wallfahrtskirche Maria Limbach und eine evangelische Kirche. Ein Jüdischer Friedhof ist ebenfalls vorhanden.
| Datum             | Gesamt | Römisch-katholisch | Evangelisch | Andere | Konfessions-los |
| ----------------- | ------ | ------------------ | ----------- | ------ | --------------- |
| Volkszählung 2011 | 5289   | 76,3 %             | 11,4 %      | 2,7 %  | 9,6 %           |
| Volkszählung 1987 | 4982   | 89,7 %             | 8,5 %       | 1,2 %  | 0,6 %           |

## Politik

### Stadtrat

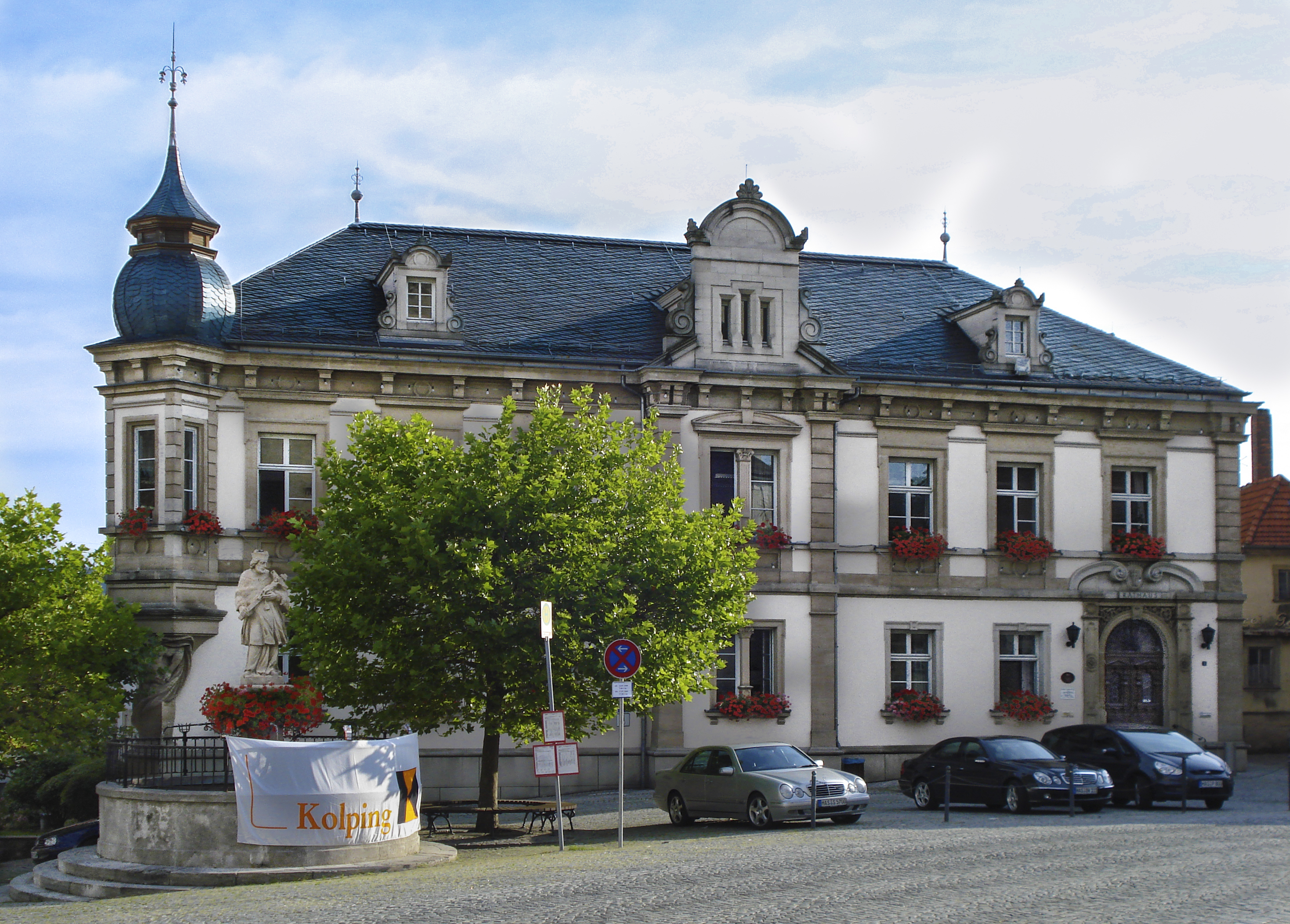
Rathaus Eltmann

| Wahljahr | CSU         | SPD         | Überparteiliche Liste (ÜPL) | Limbacher Liste (LL) | Gesamt |
| -------- | ----------- | ----------- | --------------------------- | -------------------- | ------ |
| 2020     | 6 (28,21 %) | 5 (25,67 %) | 6 (29,30 %)                 | 3 (16,82 %)          | 20     |
| 2014     | 7           | 5           | 5                           | 3                    | 20     |
| 2008     | 7           | 6           | 5                           | 2                    | 20     |

### Bürgermeister
Erster Bürgermeister ist seit 2002 Michael Ziegler (CSU), der 2008 mit 95,04 %, 2014 mit 94,31 % und 2020 mit 94,5 % der Stimmen wiedergewählt wurde. Die Vorgänger waren Heinz Krönert von 1978 bis 2002 und Hans Schömig von 1952 bis 1978.

### Wappen

#### Wappenbeschreibung

Gemeinde-flagge Eltmann

| Wappen von Eltmann | Blasonierung: „Geviert von Silber und Rot, belegt mit der Standfigur eines blau Geharnischten, der in der Rechten eine Hellebarde hält, die Linke am Griff des Degens; oben links ein T-förmiges silbernes Zeichen.“ |
| Wappen von Eltmann | Dieses Wappen wird seit dem 14. Jahrhundert geführt. |

#### Wappengeschichte
Eltmann war im 8. Jahrhundert im Besitz der Grafen von Gumbert. Im Zuge der gumbertschen Schenkung kam der Ort an Burkhard, den ersten Bischof von Würzburg (742/43 bis 753), für das Hochstift Würzburg, das in Eltmann ein Amt einrichtete. Der Ort blieb bis zur Säkularisation beim Hochstift. Kaiser Ludwig der Bayer erhob Eltmann 1335 zur Stadt. Der älteste bekannte Siegelabdruck aus dem Jahr 1432 erscheint nur im Schrifttum und ist nicht belegt. Er stammt wohl von einem Siegel aus dem 14. Jahrhundert. Im Schild soll nur die gevierte Fahne des Hochstifts Würzburg gestanden sein. Ein späteres Siegel, das mit 1512 datiert wird, zeigt die Vierung mit dem Geharnischten, der als „Heltmann“ redend für den nicht mehr verstandenen Ortsnamen stehen sollte. Dieser Begriff erscheint auch in der Umschrift eines späteren Ortssiegels. Der Ortsname bedeutet „bei dem alten Main“ und drückt damit die frühere Lage des Ortes an einem Flussarm des Mains aus, der durch die Verlagerung des Flussbettes entstand. Anfang des 19. Jahrhunderts wurde das Wappen durch den Buchstaben «T» vermehrt, der auch als Büchsengabel gedeutet wurde, dessen Herkunft aber unbekannt ist. Die Farben sind seit dem 16. Jahrhundert bekannt. Silber und Rot, die Farben des Hochstifts Würzburg, weisen auf dessen lang währende Herrschaft in Eltmann hin. 1655 war der Schild geviert von Silber und Blau. Die Stellung des Geharnischten änderte sich im 19. Jahrhundert in Einzelheiten, die Farben blieben unverändert.

### Städtepartnerschaften
- Mit der französischen Gemeinde Saint-Paul-Trois-Châteaux im Département Drôme besteht seit 1975 eine Städtepartnerschaft.

## Wirtschaft und Infrastruktur

### Ansässige Unternehmen
(Auswahl)
- Im Jahr 1940 entstand bei Eltmann ein Zweigwerk des Schweinfurter Unternehmens Kugelfischer zur Fertigung von Wälzlagerkomponenten.[12] Dies erfolgte im Rahmen der Produktionsdezentralisierung, da der Wälzlagerhersteller zur kriegswichtigen Schlüsselindustrie gehörte. Im Juli 1944 zerstörten alliierte Bomber große Teile des Werks. Nach der Demontage der Maschinen bis 1947 begann 1949/1950 der Wiederaufbau. 2001 übernahm die Schaeffler-Gruppe FAG Kugelfischer. 2020 beschloss Schaeffler die Produktion nach Schweinfurt zu verlagern und das Werk mit 480 Beschäftigten zu schließen.[13]
- Im Jahr 2000 gliederte FAG Kugelfischer den Produktbereich Kugeln in die Gesellschaft „Kugelfertigung Eltmann GmbH“ mit 240 Mitarbeitern aus und verkaufte diese später. 2011 war die Kugelfertigung Eltmann insolvent.[14] Das italienische Unternehmen Umbra-Group übernahm die Gesellschaft unter dem neuen Namen „Präzisionskugeln Eltmann GmbH“. Das Werk beliefert die Kugellagerindustrie, wie z. B. die Schaeffler-Gruppe und die SKF-Gruppe, mit Kugeln und beschäftigt rund 100 Mitarbeiter.[15]
- Im Jahr 1994 errichtete Palm eine Papierfabrik für die Produktion von Zeitungsdruckpapier und erweiterte diese 1999. Das Werk Eltmann hat zwei Papiermaschinen und beschäftigt 240 Mitarbeiter (Stand: 2024).[16]
- OKE Armaturen- und Apparatebau GmbH
- Schwarzmüller Deutschland GmbH
- Schachversand Ullrich (in Limbach)
- reitz GmbH (in Limbach)

### Hackschnitzelwerk
Das im Juli 1998 in Betrieb genommene Biomasseheizwerk mit einer Nennwärmeleistung von 650 Kilowatt versorgt die städtischen Wohnbausiedlungen in der Steigerwaldstraße, das Neubaugebiet Am Hahn und im Sommer das städtische Freibad zur Wassererwärmung. Das Heizwerk wird mit Hackschnitzeln aus dem heimischen Wald und mit nachwachsenden Rohstoffen betrieben.
Betreiber ist die HEG Heizwerk Eltmann GmbH, die von der Stadt Eltmann und der Energieversorgung Oberfranken AG gegründet wurde.

### Bildung
- Kindergarten St. Josef (getragen von der Kinder- und Jugendhilfe St. Josef Eltmann e. V.)
- Städtischer Kindergarten Kunterbunt
- Johann-Baptist-Graser-Grundschule
- Georg-Göpfert-Mittelschule
- Wallburg-Realschule

### Öffentliche Einrichtungen
- Ritz (Regionales Informations- und Tourismuszentrum für die Naturparke Steigerwald und Hassberge)
- Städtisches Freibad

## Kultur und Sehenswürdigkeiten

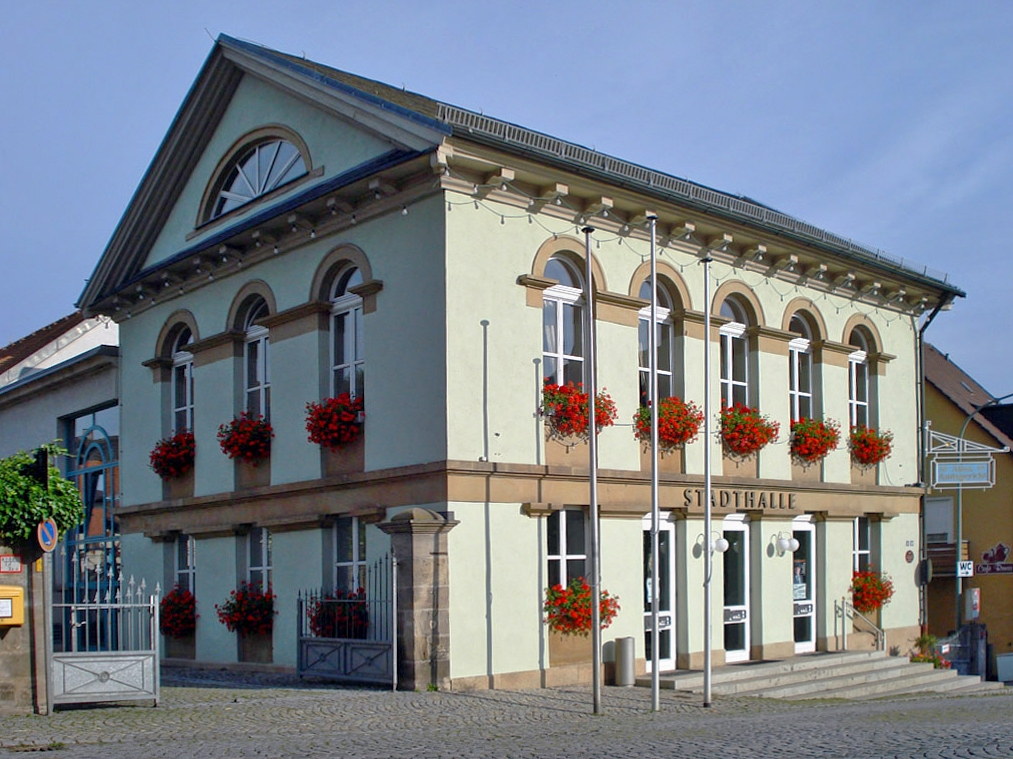
Stadthalle
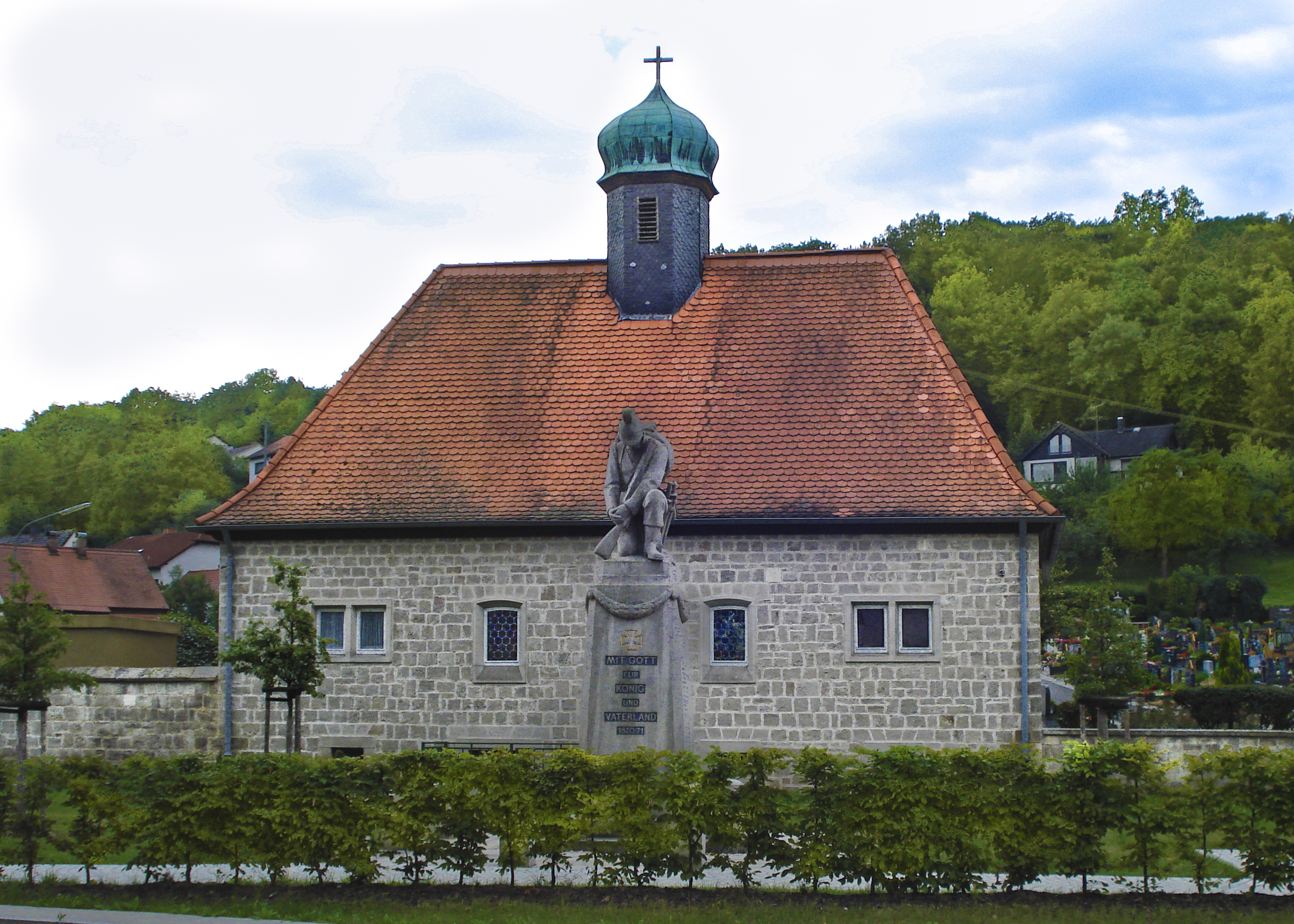
Kriegerdenkmal vor dem Eltmanner Friedhof
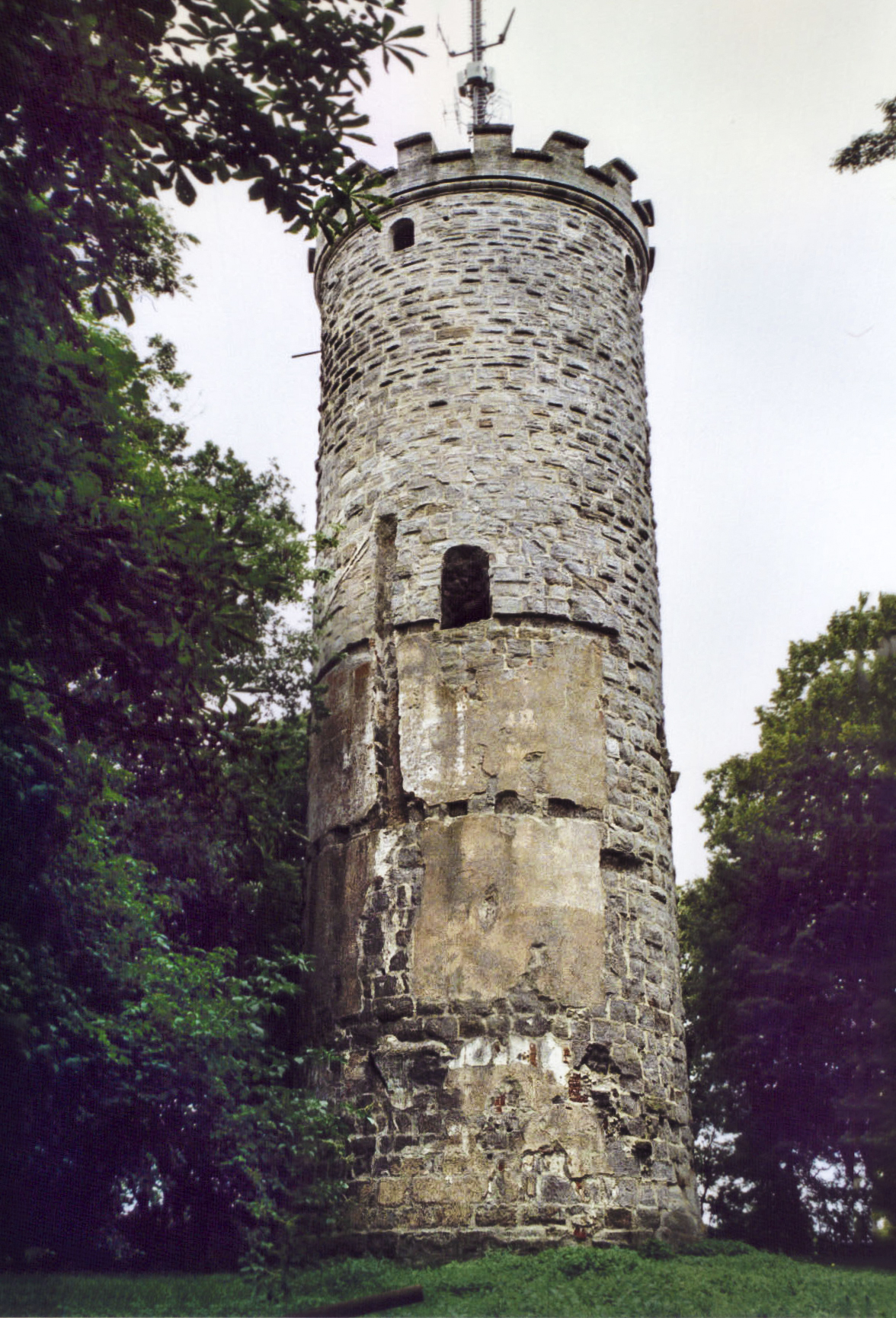
Wallburg, Bergfried
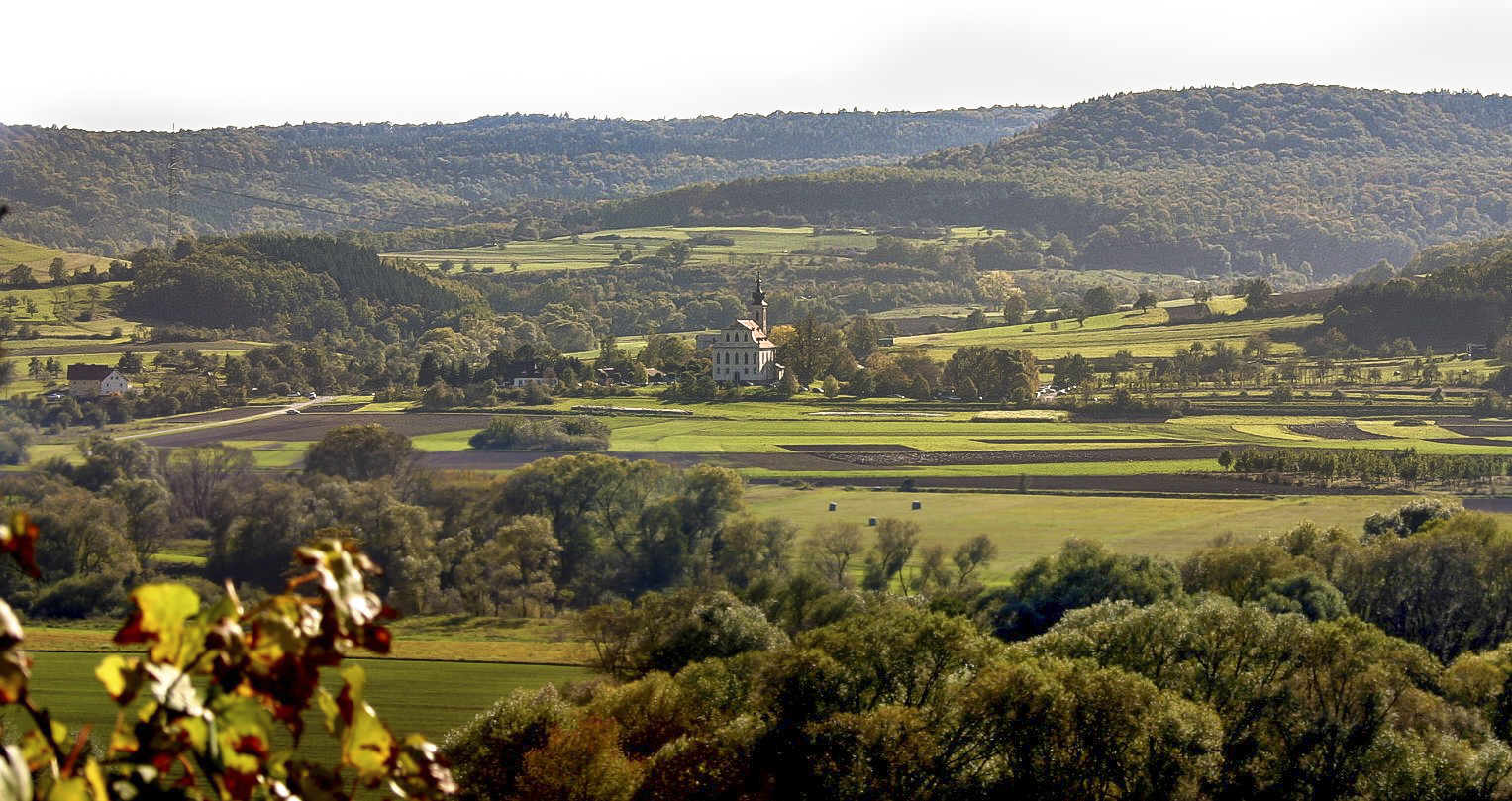
Blick auf die Wallfahrtskirche Maria Limbach

### Bauwerke
- Katholische Pfarrkirche St. Michael und Johannes der Täufer, erbaut 1835–1837 nach einem Musterplan von Leo von Klenze. Der erhaltene Unterbau des gotischen Turmes mit Bandrippengewölbe auf Würfelkapitellen stammt aus dem 13. Jahrhundert.
- ehemaliges Amtsgerichtsgebäude am Marktplatz, in würzburgischer Zeit Sitz des Zentgerichtes
- Der Wallburgturm ist ein Überrest der aus dem 13. Jahrhundert stammenden früheren Wallburg oberhalb von Eltmann.
- Eine zweite Burganlage, der Burgstall Eltmann, liegt ebenfalls in der Nähe von Eltmann. Über diese sind allerdings keinerlei geschichtliche Informationen bekannt.
- Im Stadtteil Limbach steht die Wallfahrtskirche Maria Heimsuchung. Erbaut wurde sie in den Jahren 1751 bis 1755 nach den Plänen des Barockbaumeisters Balthasar Neumann.

### Museen
Das örtliche Heimatmuseum wird vom Verein für Heimatgeschichte e. V. Eltmann getragen und befindet sich in einem ehemaligen Wohnhaus aus dem 18. Jahrhundert. Neben einem Schulzimmer und einem Textilwarenladen kann man in dem kleinen Museum Sammlungen und Einzelstücke aus den Themenbereichen Flößerei, Holzbearbeitung, Sandsteinbearbeitung, Kugellagerherstellung und Weinbau besichtigen.

### Sport
Der Sportverein SG Eltmann bietet die Sportarten Fußball, Kegeln, Faustball, Judo, Leichtathletik und Turnen an. Der Verein wurde durch seine Männer-Volleyballmannschaft bekannt, die bis 2009 in der ersten Bundesliga spielte. Im Jahr 2010 wurde aus der Volleyballabteilung der neue Verein VC Eltmann gegründet, dessen erste Männermannschaft als Oshino Volleys Eltmann seit 2014 in der zweiten Bundesliga spielt. 2019 stieg der Verein als Heitec Volleys Eltmann in die erste Bundesliga auf; die Heimspiele fanden im Herbst 2019 in der Bamberger Brose-Arena statt. Nachdem Ende 2019 die Eröffnung eines Insolvenzverfahrens beantragt wurde, finden die vorerst weiter durchgeführten Spiele wieder in Eltmann statt.

### Regelmäßige Veranstaltungen
- Eltmanner Biertage
- Fronleichnamsfest an der Wallburg
- Heimatmuseumsfest in Eltmann
- Eltmanner Wallburgweihnacht (Samstag vor erstem Advent)

### Verkehr
Die Stadt liegt an der Bundesautobahn 70 Schweinfurt–Bayreuth (Anschlussstelle Nr. 12 Eltmann) und an der Bundesstraße 26, die seit Eröffnung der Autobahn nur noch lokale Bedeutung hat.
Der Bahnhof Ebelsbach-Eltmann liegt an der Bahnstrecke Bamberg–Rottendorf und wird vom Regionalverkehr bedient. Im April 2023 begann der barrierefreie Neubau des Bahnsteigs an Gleis 2 des Bahnhofs.

## Persönlichkeiten

### Ehrenbürger
- Heinz Krönert, 1. Bürgermeister von 1978 bis 2002, Verleihung am 22. November 2008[20]
- Felix Funk (* 13. November 1921 in Bad Königshofen im Grabfeld; † 18. August 2009 in Althausen bei Bad Königshofen im Grabfeld),[21] Katholischer Stadtpfarrer von 1970 bis 1992, Verleihung am 11. Juni 1991
- Hans Schömig (* 3. Februar 1915; † 1990), 1. Bürgermeister von 1952 bis 1978, Verleihung am 14. Dezember 1984
- Joseph Kleinhenz (* 22. Februar 1905; † 28. Mai 1993), Geistlicher Rat, Verleihung am 14. Februar 1980
- Johannes Schilling (* 4. Oktober 1902 in Hammelburg; † 1. August 1980 ebenda), Stadtpfarrer von 1949 bis Oktober 1970, Geistlicher Rat, Verleihung am 13. Juli 1967
- Georg Schäfer (1896–1975), Unternehmer und Kunstsammler, Verleihung am 28. April 1952
- Georg Hild (* 10. April 1887; † 27. Februar 1963), Mitglied des Stadtrates von 1919 bis 1956 (mit Unterbrechung während des Dritten Reiches), davon 5 Jahre als zweiter Bürgermeister, Verleihung am 10. April 1952

### Söhne und Töchter der Stadt
- Johannes Nas (1534–1590), Franziskaner und Weihbischof von Brixen[22]
- Johann Baptist Graser (1766–1841), Priester und Professor der Philosophie und Pädagogik
- August Engelbrecht (1807–1887), Baumeister und Architekt
- Georg Kilian Pflaum (1913–1971), in Lembach geborener römisch-katholischer Ordensgeistlicher und Apostolischer Vikar von Ñuflo de Cháve

## Trivia
Im Oktober 1956 kam es in Eltmann zu einer Schlägerei zwischen Einheimischen und Angehörigen der US-Armee. Anlass war eine Hochzeit eines US-Soldaten mit einer Frau aus Eltmann. Nach Angaben der DDR-Presse, die tendenziell immer gegen die USA eingenommen war, hatten Amerikaner den Streit begonnen. Die Schlägerei wuchs sich so weit aus, dass Polizisten aus Haßfurt und die Militärpolizei aus Bamberg eingriffen.